# Feld-Kranzenzian
Der Feld-Kranzenzian (Gentianella campestris), auch Feld-Fransenenzian oder einfach Feld-Enzian genannt, ist eine Pflanzenart aus der Gattung der Kranzenziane (Gentianella) innerhalb der Familie der Enziangewächse (Gentianaceae).

## Beschreibung

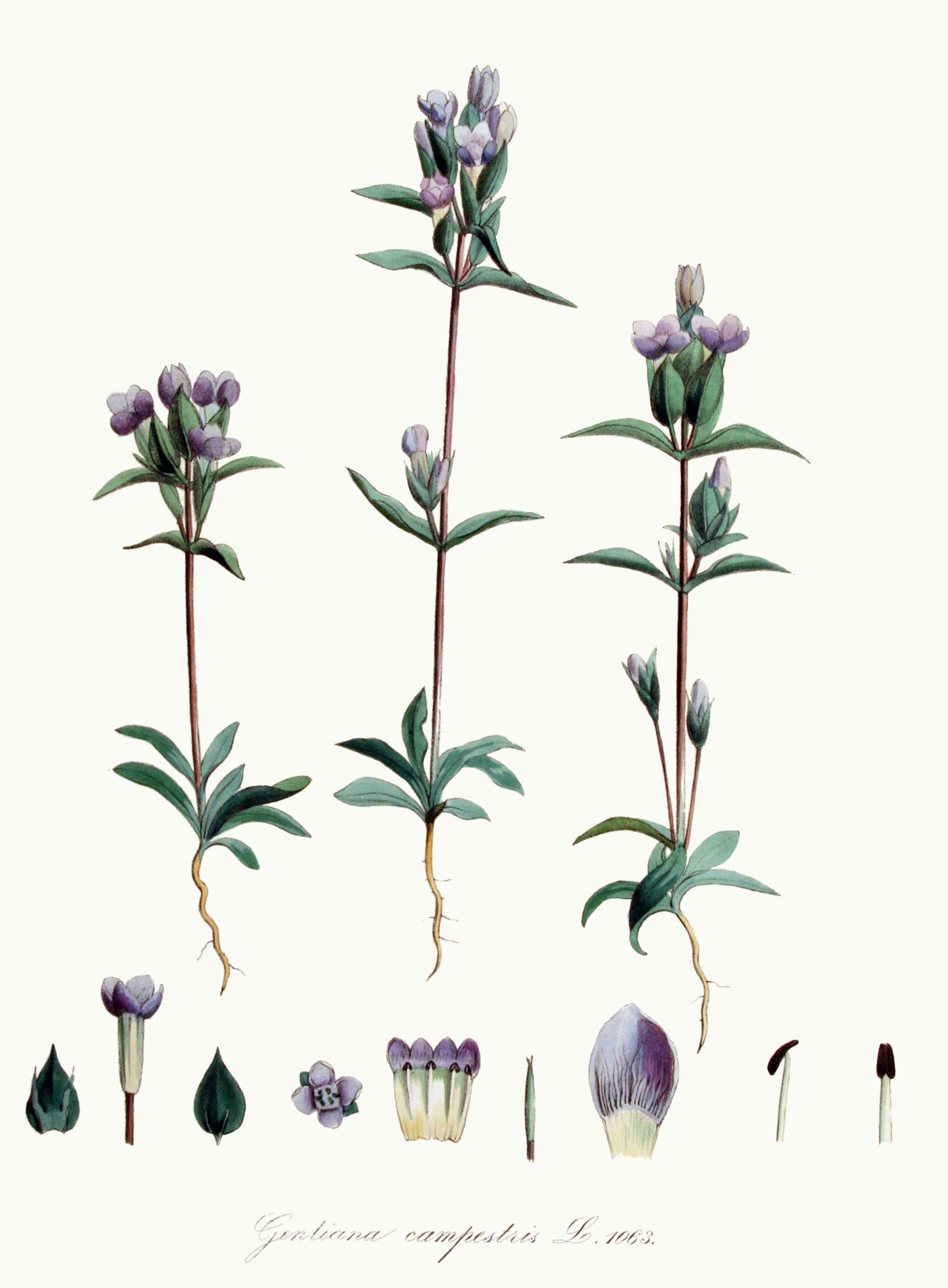
Illustration aus Flora Batava, Band 14

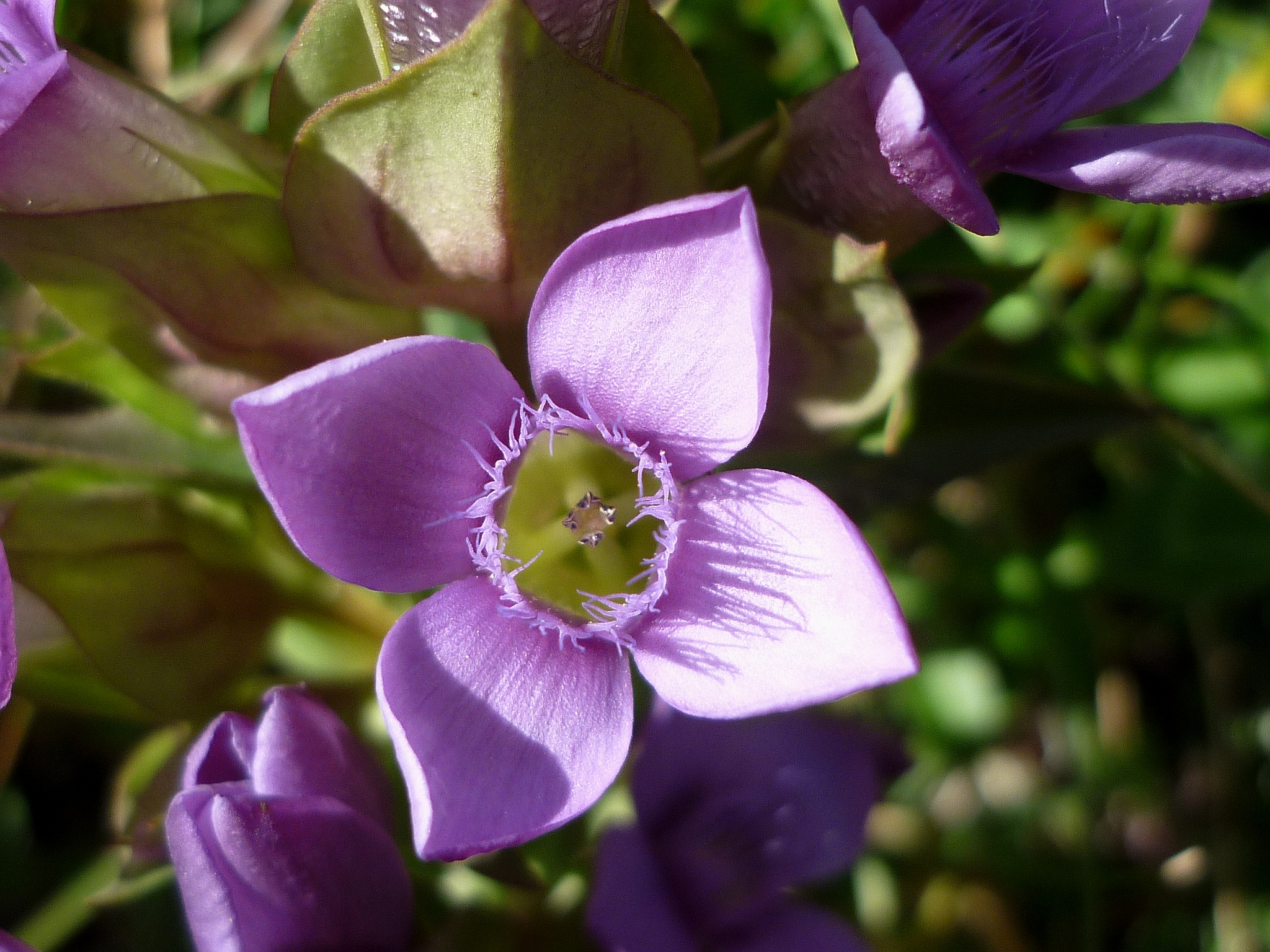
Vierzählige Blüte im Detail

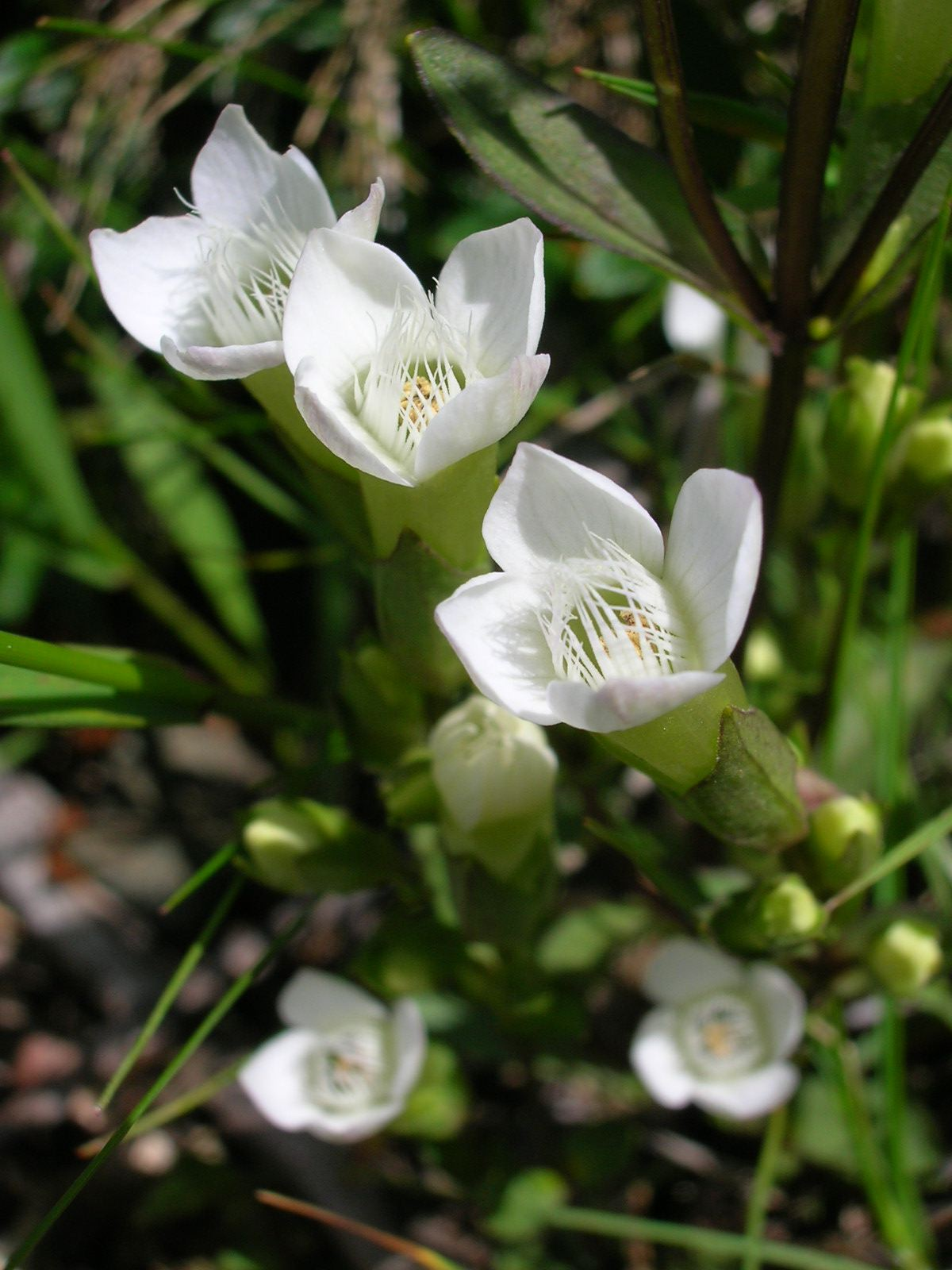
Weißblühende Form

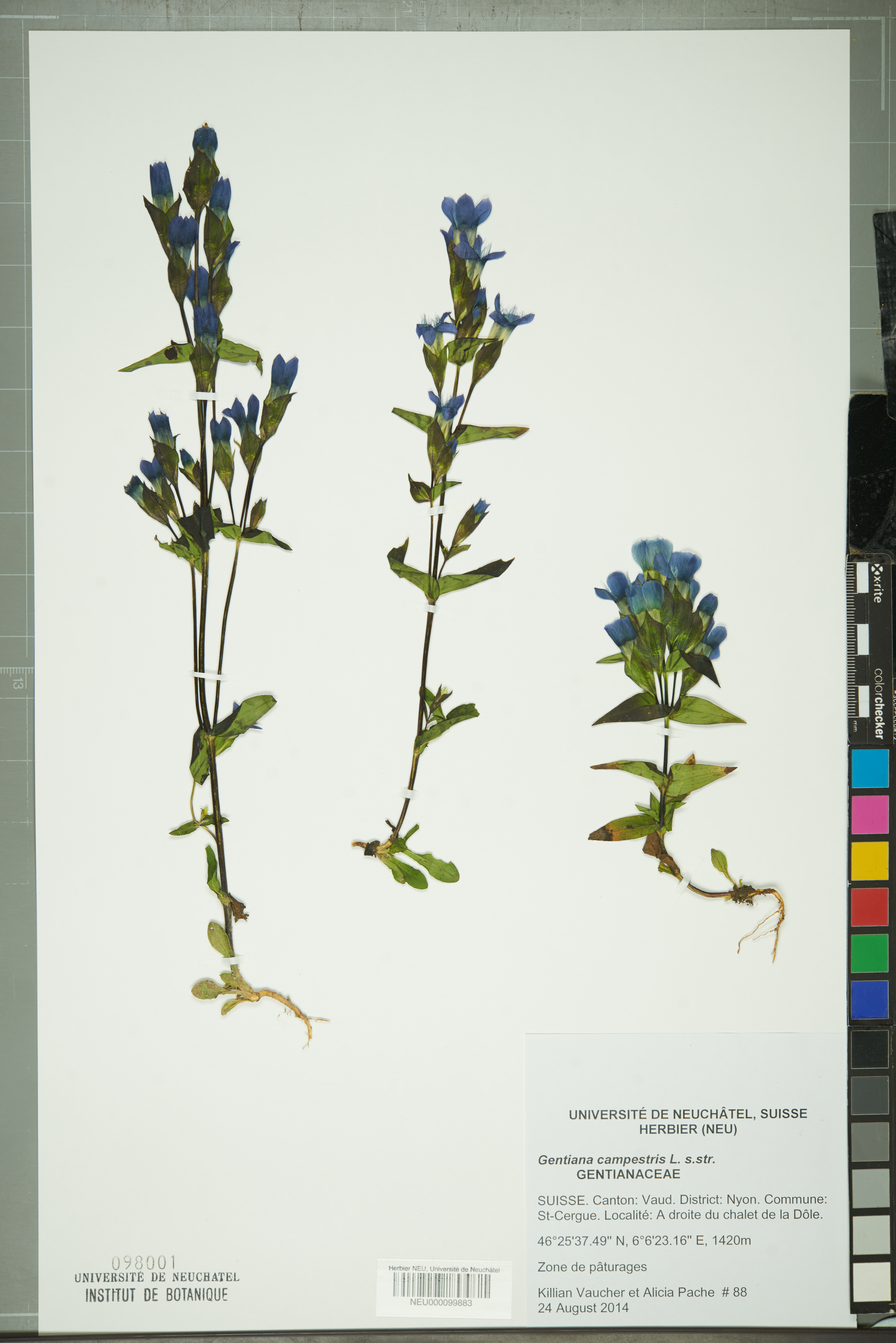
Herbarbeleg

### Vegetative Merkmale
Der Feld-Kranzenzian wächst je nach Unterart als ein- oder zweijährige krautige Pflanze, die Wuchshöhen von meist 10 bis 20 (5 bis 30) Zentimetern erreicht. Er besitzt meist im oberen Bereich verzweigte Stängel.
Die kahlen Blattspreiten sind 1 bis 3,5 Zentimeter breit. Die Stängelblätter sind zungenförmig bis eilanzettlich mit stumpfem bis etwas spitzem oberem Ende. Die Form der Grundblätter ist bei den Unterarten unterschiedlich (siehe unten bei den Unterarten).

### Generative Merkmale
Die Blütezeit reicht je nach Standort von Mai bis Oktober. Die Blüten stehen in einem traubigen oder fast doldentraubigen Blütenstand zusammen.
Die Blüten sind meist vierzählig mit doppelter Blütenhülle. Der Kelch setzt sich aus zwei größeren sowie breiteren und zwei kleineren Kelchblättern zusammen. Die Kelchzähne sind am breitesten unterhalb ihrer Mitte und ihr flacher Rand ist papillös oder bewimpert. Die 1 bis 3 Zentimeter lange Kronröhre ist etwa doppelt so lang wie der Kelch. Die lilafarbene bis bläulich-violette oder weiße Blütenkrone besitzt einen Durchmesser von 12 bis 15, selten bis 30 Millimeter Durchmesser. Die vier Kronzipfel sind 6 bis 10 Millimeter lang. Typisch für die Gattung Gentianella ist der bärtige Kronschlund (er ist fransenartig, daher der ehemalige Trivialname „Fransenenzian“), bei dieser Art ist dieser Bart am Schlundeingang relativ lang.
Die Kapselfrucht ist sitzend oder gestielt.

### Chromosomensatz
Die Chromosomengrundzahl beträgt x = 9; es liegt bei beiden Unterarten Tetraploidie mit einer Chromosomenzahl von 2n = 36 vor.

## Ähnliche Arten
Der Feld-Kranzenzian ähnelt dem Deutschen Fransenenzian, der jedoch fünfzählige Blüten besitzt.

## Ökologie
Die Bestäubung erfolgt durch Falter und Hummeln, aber such Selbstbestäubung findet statt. Die Belohnung ist Nektar. Selbstbefruchtung führt erfolgreich zum Samenansatz, also ist der Feld-Kranzenzian selbstkompatibel.
Die Ausbreitung der leichten Samen erfolgt durch den Wind.

## Vorkommen
Der Feld-Kranzenzian ist in Europa weitverbreitet. Er ist in Mitteleuropa und auch in Nordeuropa verbreitet, beispielsweise auf Island. Es gibt Fundortangaben für Spanien, Andorra, Frankreich, Monaco, die Kanalinseln, das Vereinigte Königreich, Irland, die Färöer-Inseln, Island, Finnland, Norwegen, Schweden, Dänemark, Deutschland, Österreich, Liechtenstein, die Schweiz, Italien, Rumänien, die Niederlande, Belgien, Luxemburg, Tschechien, Polen, Kaliningrad, Estland, Lettland, Litauen und den nördlichen bis nordwestlichen Teil des europäischen Russlands.
In Mitteleuropa kommt er im Tiefland nordöstlich der Elbe vereinzelt vor, desgleichen in den Mittelgebirgen mit kalkarmem Gestein und im Schwäbischen Jura; im Alpenvorland, im Schweizer Jura. Im Schweizer Mittelland, in den Zentralalpen und auf den entkalkten Böden der Kalkalpen ist er selten zu finden. In Österreich ist der Feld-Kranzenzian in der Steiermark, Tirol sowie Vorarlberg verbreitet und tritt gebietsweise recht häufig auf.
Er kommt in Höhenlagen ab 600 Metern vor und steigt in den Alpen bis etwa 2750 Meter auf. Der Feld-Enzian gedeiht am besten auf kalkarmen oder kalkfreien, lockeren Lehmböden. Er besiedelt Magerrasen, magere Weiden, Waldlichtungen und Wegränder. Er ist in Mitteleuropa eine Charakterart der Ordnung Nardetalia und kommt besonders in Gesellschaften des Verbands Violion vor.

## Systematik
Die Erstveröffentlichung erfolgte 1753 unter dem Namen (Basionym) Gentiana campestris durch Carl von Linné. Die Neukombination zu Gentianella campestris (L.) Börner wurde 1912 durch Carl Julius Bernhard Börner veröffentlicht. Das Artepitheton campestris bedeutet „auf Feldern wachsend“ oder „auf trockenen Grasland wachsend“. Ein weiteres Synonym für Gentianella campestris (L.) Börner ist Gentiana insubrica Kunz.
Bei manchen Autoren gibt es von Gentianella campestris zwei Unterarten:
- Gentianella campestris (L.) Börner subsp. campestris (Syn.: Gentiana campestris var. suecica Froel., Gentiana campestris subsp. islandica (Murb.) Vollm., Gentiana campestris subsp. suecica (Froel.) Murb., Gentiana islandica (Murb.) Dörfl., Gentiana islandica (Murb.) Wettst., Gentianella campestris subsp. islandica (Murb.) Löve & Löve, Gentiana campestris var. suecica Froel.)[7]: Sie ist zweijährig. Die Grundblätter sind spatelförmig.[2] Sie wurde 1996 in der Roten Liste der gefährdeten Pflanzenarten Deutschlands in Kategorie 3 = „gefährdet“ eingeordnet. Sie ist nach Bundesartenschutzverordnung „nicht besonders geschützt“.[1]  Sie kommt in Gesellschaften des Verbands Nardion, Polygono-Trisetion oder der Ordnung Seslerietalia vor.[5] In den Allgäuer Alpen steigt sie in Bayern am Gipfel des Linkerkopfs bis zu einer Höhenlage von 2455 Metern auf.[11] Die ökologischen Zeigerwerte nach Landolt et al. 2010 sind in der Schweiz für diese Unterart: Feuchtezahl F = 3w (mäßig feucht aber mäßig wechselnd), Lichtzahl L = 4 (hell), Reaktionszahl R = 3 (schwach sauer bis neutral), Temperaturzahl T = 2 (subalpin), Nährstoffzahl N = 2 (nährstoffarm), Kontinentalitätszahl K = 3 (subozeanisch bis subkontinental).[4]
- Baltischer Fransenenzian (Gentianella campestris subsp. baltica (Murb.) Á.Löve & D.Löve, Syn.: Gentiana baltica Murb., Gentianella baltica (Murb.) Börner, Gentiana campestris subsp. baltica (Murb.) Vollm., Gentianella campestris subsp. baltica (Murb.) N.M.Pritch., Gentianella campestris subsp. baltica (Murb.) Tutin): Sie kommt in Nord-, Mittel- und Osteuropa vor.[7] Sie ist einjährig. Zur Blütezeit sind oft noch die Keimblätter vorhanden. Die Grundblätter sind eiförmig oder lanzettlich.[2] Sie wurde 1996 in der Roten Liste der gefährdeten Pflanzenarten Deutschlands in Kategorie 2 = „stark gefährdet“ eingeordnet. Sie ist nach Bundesartenschutzverordnung „nicht besonders geschützt“.[1]  In der Schweiz kam diese Unterart früher im Kanton Waadt vor. Die ökologischen Zeigerwerte nach Landolt et al. 2010 sind in der Schweiz für diese Unterart: Feuchtezahl F = 4w+ (sehr feucht aber stark wechselnd), Lichtzahl L = 4 (hell), Reaktionszahl R = 2 (sauer), Temperaturzahl T = 3 (montan), Nährstoffzahl N = 2 (nährstoffarm), Kontinentalitätszahl K = 3 (subozeanisch bis subkontinental).[4]